# Hudiksvall
Hudiksvall est une ville de Suède, chef-lieu de la commune de Hudiksvall dans le comté de Gävleborg. 15 015 personnes y vivent.

## Personnalités liées à la ville
- Noomi Rapace, actrice
- Tomas Brolin
- Sofia Domeij
- Amy Gumenick, actrice, née dans cette commune.
- Petter Hansson
- Miah Persson, soprano lyrique
- Daniel Richardsson